# Povětrnostně odolná ocel

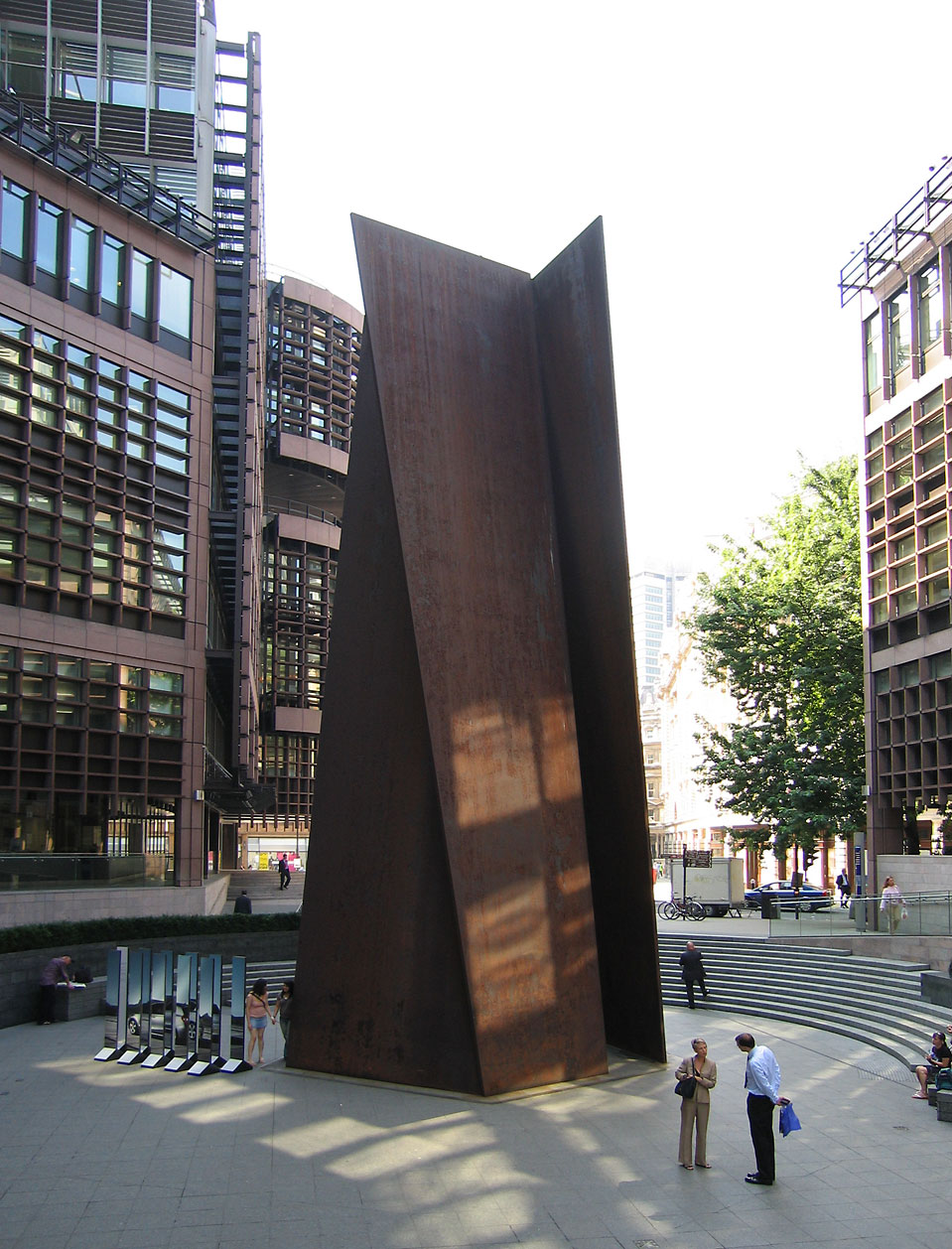
Fulcrum (Opora) plastika Richarda Serry z cortenové oceli (1987) před vstupem do londýnské stanice metra Liverpool Street

Povětrnostně odolná ocel, též korozi odolná, nejznámější pod obchodní značkou COR-TEN (též Corten) či česká obdoba Atmofix, je skupina ocelových slitin vyvinutých k odstranění nutnosti používání nátěrových hmot. Jsou-li po několik let vystaveny povětrnostním vlivům, získává jejich povrch stálou, charakteristickou a esteticky působivou rezavou patinu.
Cor-Ten® je původně registrovanou známkou pro „corrosion resistant products“ firmy United States Steel, později byli k výrobě licencováni další výrobci. První patent byl zapsán v roce 1933. Dnes se běžně vyrábějí a používají všechny druhy těchto ocelí, celosvětově. V roce 1968 byla v tehdejším Československu vyvinuta obdoba amerického Cortenu – Atmofix.

## Historie a značení
Původní ocel COR-TEN byla patentována v roce 1933 jako nízkouhlíkatá ocel s přídavkem mědi, případně fosforu. Záštitu nad novou slitinou převzala American Society for Testing and Materials, původně založená v roce 1898 k vyšetření případů praskání kolejnic, dnes mezinárodní standardizační organizace ASTM International.
Slitina nesla označení A 242 (Cor-Ten A), novější druh je označován jako A 588 (COR-TEN B) a A 606 pro tenké plechy. Původní definice vágně požadovala „podstatně lepší odolnost proti uhlíkatým ocelím, s mědí či bez“, po té už se pro „odolnost proti korozi“ používá fyzikální výpočetní vzorec. V roce 1991 už platila zpřesněná a vylepšená ASTM specifikace ocelí, zaveden byl „index povětrnostní odolnosti“ (Atmospheric Corrosion Index). V listopadu 1997 v ASTM tuto ještě zpřísnili: Definovali pro oceli minimální hodnotou 6,0 tohoto indexu, pro Cor-Tenové dokonce 8,0. Specifikace z roku 1997 však vešla v platnost až v roce 2004, do té doby se používaly méně přísné z roku 1991, které však někteří výrobci používají i dnes: Proto je potřeba rozlišovat oceli podle normy „A606 YR 91 Type 4“ od přísnější „A606 YR 04 Type 4“.
Obecně je druhů ocelí velmi mnoho, podle množství uhlíku, příměsí a tvarů, tedy i podle ceny a účelu, proto je třeba správně vybrat správnou ocel, určit její správné ASTM označení.

## Vlastnosti a složení
Díky svému chemickému složení mají tyto slitiny zvýšenou odolnost vůči atmosférické korozi. Působením počasí si totiž na povrchu vytvářejí ochrannou vrstvičku. Její korozi zpomalující účinek je vytvářen specifickým rozložením legovacích prvků. Je-li materiál vystaven povětrnosti, tato ochranná vrstvička se nepřetržitě vyvíjí a obnovuje. Jinými slovy, ocel se nechává korodovat, aby si vytvořila ochrannou vrstvu.
| Slitina   | C    | Si        | Mn        | P         | S     | Cr        | Cu        | V         | Ni   |
| --------- | ---- | --------- | --------- | --------- | ----- | --------- | --------- | --------- | ---- |
| Cor-ten A | 0.12 | 0.25-0.75 | 0.20-0.50 | 0.01-0.20 | 0.030 | 0.50-1.25 | 0.25-0.55 |           | 0.65 |
| Cor-ten B | 0.16 | 0.30-0.50 | 0.80-1.25 | 0.030     | 0.030 | 0.40-0.65 | 0.25-0.40 | 0.02-0.10 | 0.40 |

Mechanické vlastnosti povětrnostně odolných ocelí závisí na tom, o jakou slitinu jde a jak silný (tlustý) je použitý materiál. Podstatným parametrem pro rozdělení druhů oceli je i mez pružnosti v tahu, tedy poměr plasticity proti síle.

## Použití

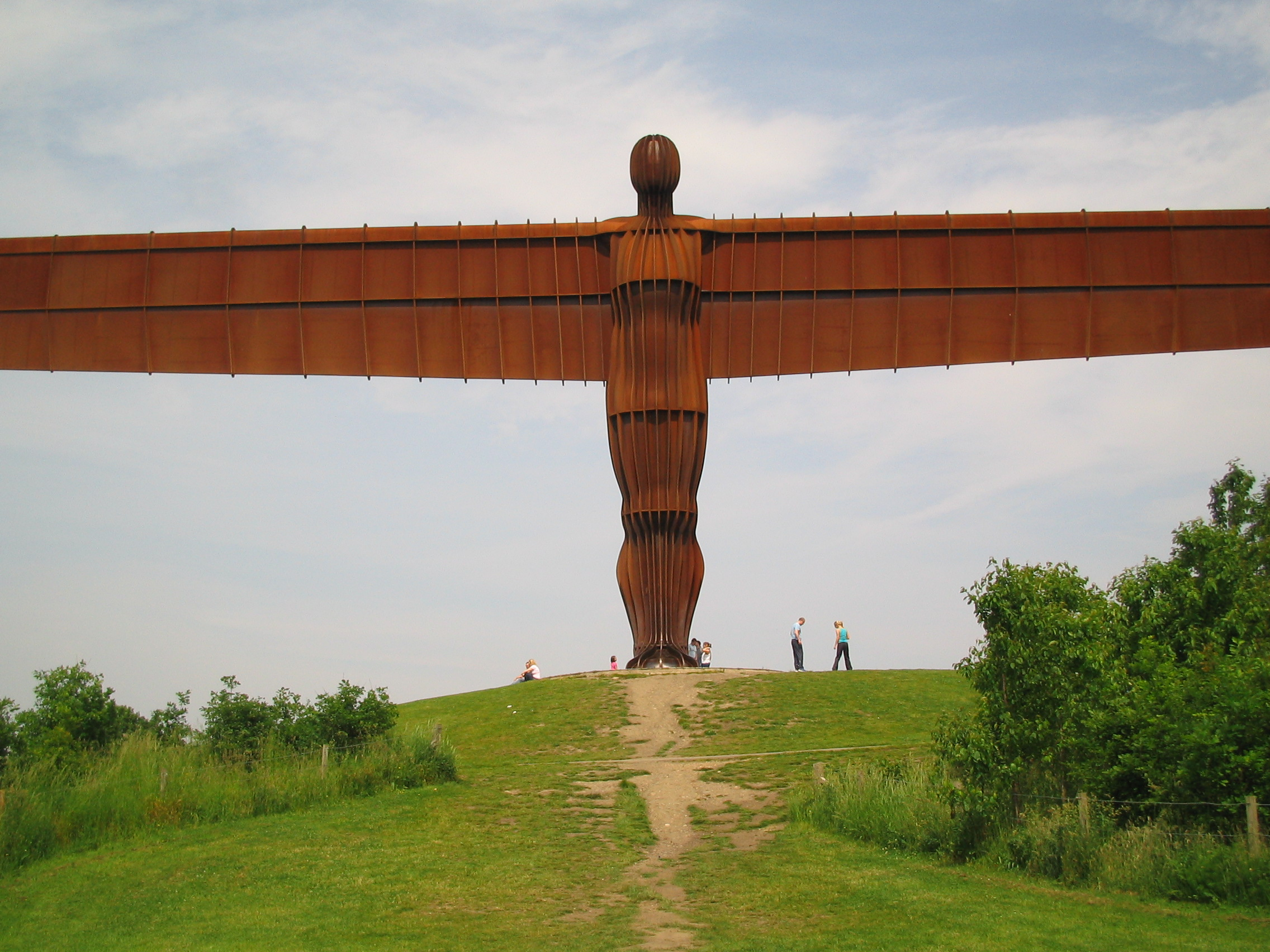
Socha Anděl severu od Antonyho Gormleyho v anglickém Gatesheadu

Povětrnostně odolná ocel se často používá pro sochařské výtvory stojící pod širým nebem, jako je například socha Anděl severu u města Gateshead v severovýchodní Anglii nebo Picassova plastika umístěná v Chicagu.

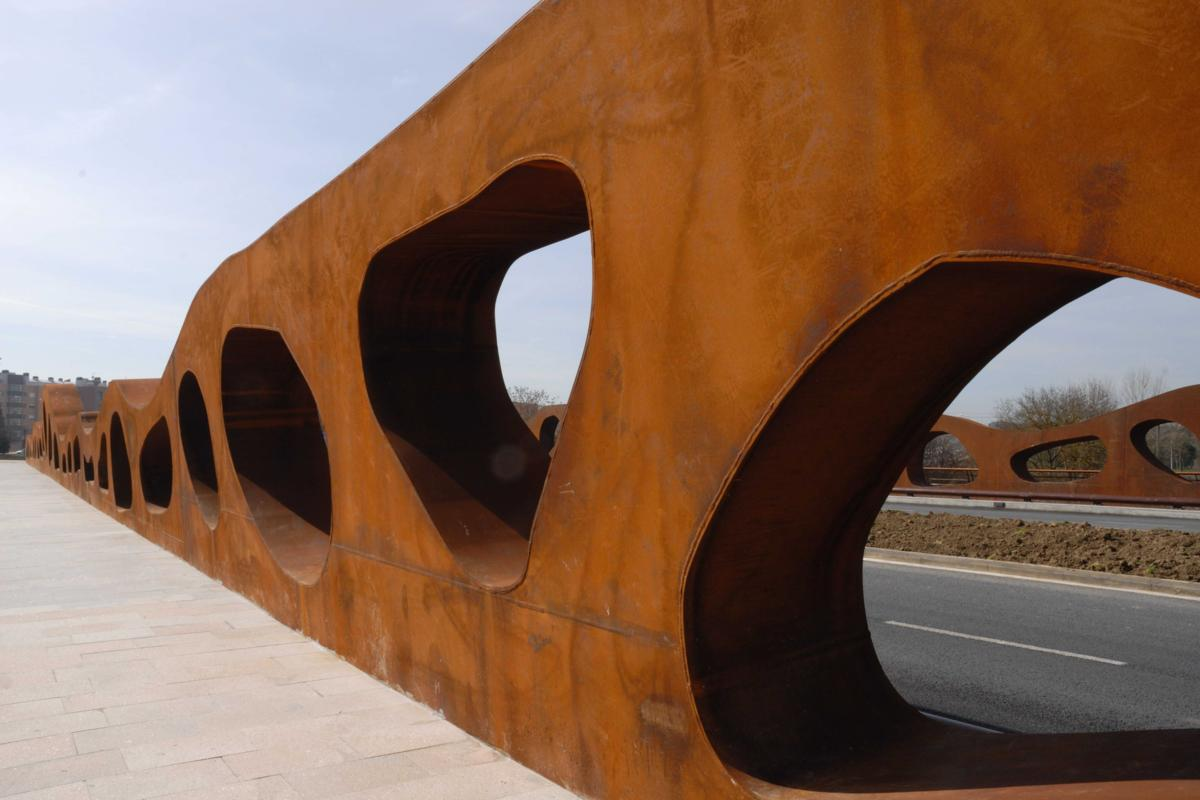
Most přes řeku Zadorru ve Vitoria-Gasteiz v baskické provincii Álava

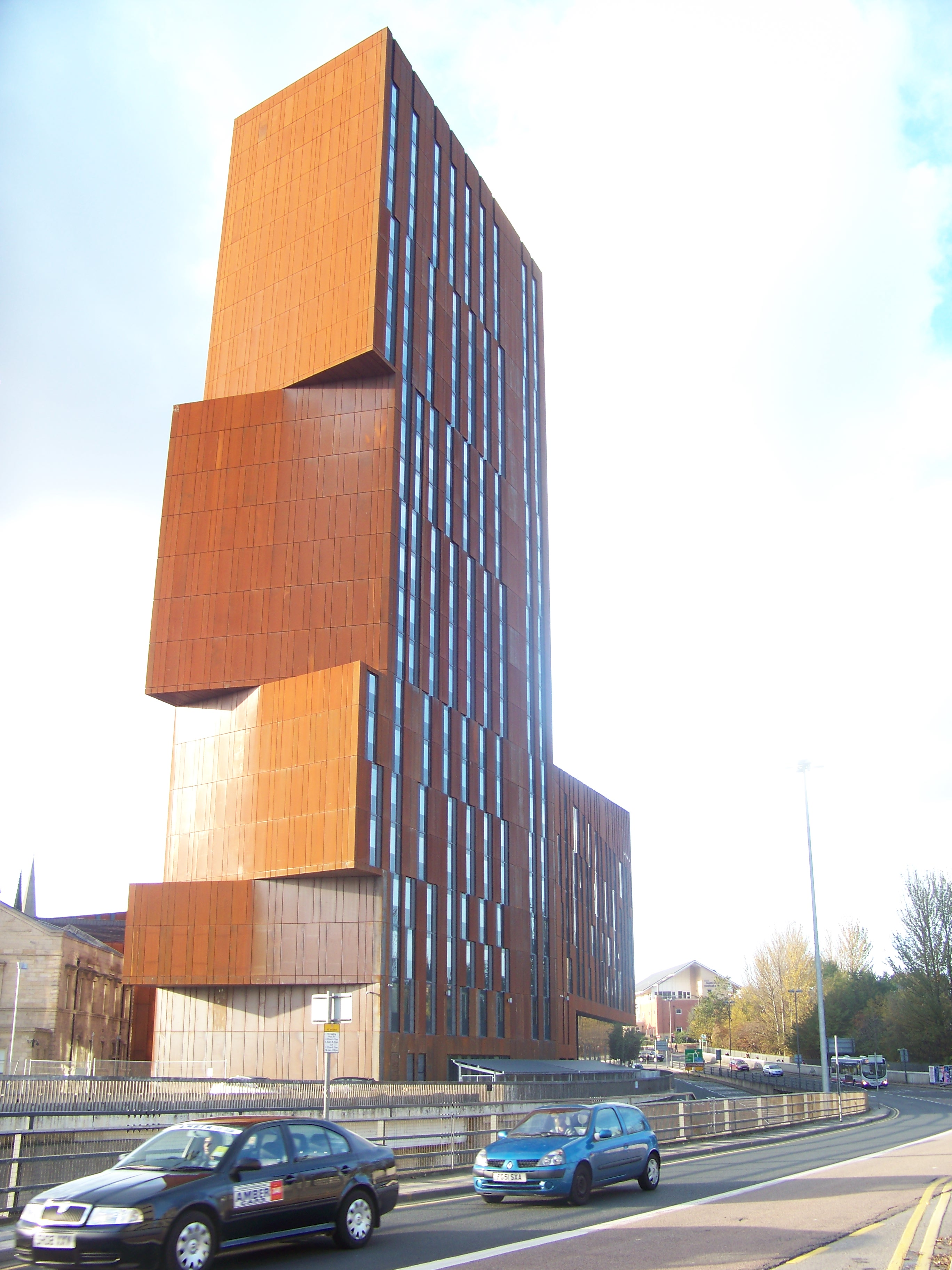
Univerzitní budova v Leedsu

S oblibou se využívá i jako materiál pro mosty a ostatní velké architektonické výtvory, například komplex humanitních věd a svobodných umění na Beckettově univerzitě v severoanglickém Leedsu.
Rozsáhlé použití nachází i v námořní dopravě a při stavbě kontejnerů sloužících intermodální přepravě.

## Nevýhody
Při svařování jednotlivých dílů je třeba zajistit, aby svary byly vůči povětrnostním vlivům stejně odolné jako svařovaný materiál, což vyžaduje speciální svařovací metody či materiál.
Používání povětrnostně odolné oceli ve stavebnictví přináší také určité problémy. Povětrnostně odolná ocel není sama o sobě korozivzdorná:
- Pokud se na některých místech může shromažďovat dešťová voda, budou tato místa náchylnější ke korozi. Proto je třeba umožnit její volný odtok. Povětrnostně odolná ocel je citlivá na vlhké subtropické podnebí. V takovém prostředí je možné, že se ochranná vrstvička nestabilizuje, ale bude dál korodovat. Příkladem je stadion Omni Coliseum v americké Atlantě postavený v roce 1972, který oproti předpokladům nepřestal korodovat a posléze se v jeho konstrukci začaly objevovat velké díry. To byl také jeden z hlavních důvodů, proč byl stadion pouhých 25 let po uvedení do provozu odsouzen k demolici.
- Totéž se může přihodit v oblastech s vysokým obsahem mořské soli v ovzduší, jako je tomu v případě stadionu Aloha v Honolulu postaveného v roce 1975.[14]

V případě použití ochranné nátěrové hmoty je povětrnostně odolná ocel stejně málo odolná jako běžná ocel, protože ochranná patina se nevytvoří včas, aby zabránila korozi na malých plochách, například tam, kde oprýskala barva.